# Micrasterias
Micrasterias — рід одноклітинних харових водоростей родини Desmidiaceae.

## Опис
У Micrasterias проявляється двостороння симетрія, з двома дзеркально розташованими напівклітинами, що з'єднані вузьким перешийком, який містить ядро організму. Клітина складається з двох півклітин, майже повністю заповнених хлоропластами. Кожна півклітина поділяється на полярний сегмент і два бічні сегменти. Кожен сегмент поділяється на чотири підсегменти. Хлоропласти Micrasterias містять піреноїди, в яких зберігається цукор, що використовується для забезпечення енергією організму. Хлоропласти містять хлорофіл a і хлорофіл b та ферменти, необхідні для фотосинтезу.
Micrasterias можуть розмножуватися як безстатевим, так і статевим способом. Безстатеве розмноження відбувається за допомогою мітозу, при цьому генетичний матеріал Micrasterias дублюється і дві невеликі напівклітини ростуть між початковими напівклітинами, поступово збільшуючись у розмірах. Статеве розмноження відбувається шляхом кон'югації, при якому два організми у вигляді гаплоїдних клітин наближуються і зливаються, утворюючи диплоїдну зиготу. Ця зигота, як правило, утворює товсту захисну стінку, яка дає змогу організму спати протягом багатьох місяців, щоб пережити холодні зими або тривалі посухи. Коли належні умови відновляться, зигоспора проростає, зазнає мейозу та виробляє нові гаплоїдні клітини водоростей.

Морфологія Micrasterias

## Види
Види Micrasterias:

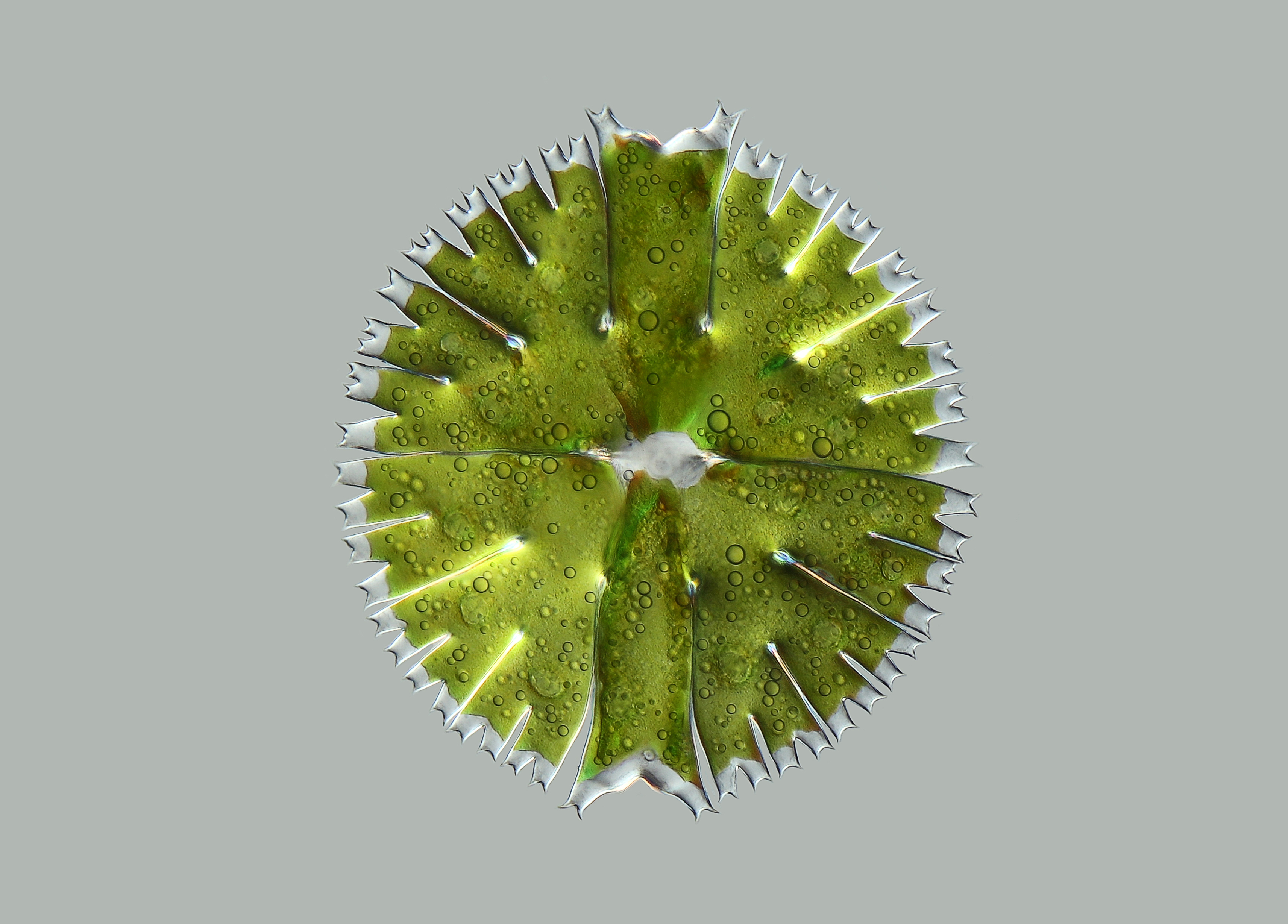
Micrasterias rotata

- Micrasterias abrupta West & G.S.West
- Micrasterias adscendens Nordstedt
- Micrasterias africana (F.E.Fritsch & F.Rich) Coesel & Van Geest
- Micrasterias alata Wallich
- Micrasterias americana Ehrenberg ex Ralfs
- Micrasterias anomala W.B.Turner
- Micrasterias apiculata Meneghini ex Ralfs
- Micrasterias archeri Coesel & M.Dingley
- Micrasterias arcuata Bailey
- Micrasterias bangladeshensis A.K.M.N.Islam & Haroon
- Micrasterias borgei Willi Krieger
- Micrasterias bourrellyana J.A.Rino
- Micrasterias brachyptera P.Lundell
- Micrasterias ceratofera Joshua
- Micrasterias compereana J.Neustupa, J.St'astný & P.Skaloud
- Micrasterias conferta P.Lundell
- Micrasterias cruciata Kützing
- Micrasterias crux-africana F.J.Cohn
- Micrasterias crux-melitensis Ralfs
- Micrasterias decemdentata (Nägeli) W.Archer
- Micrasterias denboeri Coesel & Van Geest
- Micrasterias denticulata Brébisson ex Ralfs
- Micrasterias dickiei (Ralfs) Skaloud et al.[1]
- Micrasterias doveri Biswas
- Micrasterias echinata P.E.Brandham
- Micrasterias elegans (W.West & G.S.West) Coesel & Van Geest
- Micrasterias elongata (Schmidle) Coesel & Van Geest
- Micrasterias euastriellopsis S.G.Bharati
- Micrasterias excavata (Nordstedt) C.E.M.Bicudo & L.Sormus
- Micrasterias fimbriata Ralfs
- Micrasterias foersteri Thomasson
- Micrasterias foliacea Bailey ex Ralfs
- Micrasterias furcata C.Agardh ex Ralfs
- Micrasterias hardyi G.S.West
- Micrasterias hieronymusii Schmidle
- Micrasterias incisa Ralfs
- Micrasterias integra Nordstedt
- Micrasterias jenneri Ralfs
- Micrasterias johnsonii West & G.S.West
- Micrasterias khasiae W.B.Turner
- Micrasterias laticeps Nordstedt
- Micrasterias lebrunii Oye
- Micrasterias lux Joshua
- Micrasterias mahabaleshwarensis J.P.Brühl & K.P.Biswas
- Micrasterias mahabuleshwarensis J.Hobson
- Micrasterias moebii (Borge) West & G.S.West
- Micrasterias muricata Bailey ex Ralfs
- Micrasterias nordstedtiana Wolle
- Micrasterias nordstedtii Thomasson
- Micrasterias oscitans Ralfs
- Micrasterias papillifera Brébisson ex Ralfs
- Micrasterias pinnatifida Ralfs
- Micrasterias pseudotorreyi Wolle
- Micrasterias radians W.B.Turner
- Micrasterias radiosa Ralfs
- Micrasterias ralfsii (Brébisson ex Ralfs) Skaloud et al.[1]
- Micrasterias rotata Ralfs
- Micrasterias schmidleana Coesel & Van Geest
- Micrasterias schweickerdtii M.I.Claassen
- Micrasterias schweinfurthii Cohn
- Micrasterias sexpinata (Irénée-Marie & Hilliard) H.Croasdale & G.W.Prescott
- Micrasterias simplex Børgesen
- Micrasterias stauromorpha W.B.Turner
- Micrasterias subdenticulata (Nordstedt) Willi Krieger
- Micrasterias suboblonga Nordstedt
- Micrasterias subtruncata A.I.Lobik
- Micrasterias thomasiana W.Archer
- Micrasterias torreyi Bailey
- Micrasterias triangularis Wolle
- Micrasterias tropica Nordstedt
- Micrasterias truncata Brébisson ex Ralfs
- Micrasterias verrucosa Bisset
- Micrasterias zeylanica F.E.Fritsch